# Новиков, Николай Николаевич (железнодорожник)
Николай Николаевич Новиков (9 мая  1908 — 3 августа 1944) — начальник головного ремонтно-восстановительного поезда № 5. Герой Социалистического Труда.

## Биография
Родился 9 мая 1908 года в городе Смоленске в семье железнодорожника. С 16 лет начал работать, сначала чернорабочим строительного завода № 35.
Затем с 1924 года на железной дороге. До 1930 года трудился на станции Смоленск, где занимал различные должности в службе движения. Как активный комсомолец был выдвинут на работу в Западный обком комсомола, где в период 1930—1931 годов руководил пионерскими курсами. Совмещал работу с учёбой на рабфаке.
В 1931 году поступил в Ленинградский институт инженеров железнодорожного транспорта, на специальность инженера по изысканию и постройке железных дорог. После окончания учёбы в 1937 году был назначен заместителем начальника Смоленской дистанции пути Западной железной дороги. Через два года, как инициативный и грамотный инженер, был назначен начальником этой дистанции. В июле 1940 года за успешную работу по выполнению специального задания был награждён медалью «За трудовую доблесть». Проработал в этой должности до Великой Отечественной войны.
Уже на третий день войны, 24 июня, Смоленск подвергся жестокой бомбардировке, но транспортный узел продолжал работать. Железнодорожники быстро восстанавливали пути, и по ним шли поезда. В узле ежедневно выгружали по 40—45 воинских эшелонов. 16 июля Новиков покинул город с последней группой железнодорожников, когда бои шли уже на окраине. Эшелон вынужден был выбираться из вражеских клещей кружными путями по Московско-Киевской железной дороге через Ельню, Сухиничи по направлению к Туле.
В начале 1942 года был назначен начальником головного ремонтно-восстановительного поезда № 5, сформированного на базе Смоленской дистанции пути и предприятий узла. Поезд обеспечивал восстановление железнодорожных путей и других сооружений наряду с железнодорожными в полосе Западного и затем 3-го Белорусского фронтов.
Вернулся в родные края только после освобождения Смоленского железнодорожного узла. Работы по восстановлению в основном вели железнодорожные бригады № 6, 1 и 26. Несмотря на большие разрушения, восстановление проходило успешно. В самый разгар работ коллектив восстановителей, которым руководил Н. Новиков, обратился ко всем железнодорожникам, восстанавливавшим Западную магистраль, с открытым. Поддерживая почин коллектива восстановителей, руководимого Новиковым, в соревнование за быстрейшее возрождение родной магистрали активно включились не только путейцы, но и железнодорожники других специальностей. Работы хватало для всех.
Указом Президиума Верховного Совета СССР от 5 ноября 1943 года «за особые заслуги в обеспечении перевозок для фронта и народного хозяйства и выдающиеся достижения в восстановлении железнодорожного хозяйства в трудных условиях военного времени» Новикову Николаю Николаевичу присвоено звание Героя Социалистического Труда с вручением ордена Ленина и Золотой медали «Серп и Молот».
Путьрем-5 вслед за наступающими войсками 3-го Белорусского фронта продвигался в Прибалтику. 11 июля 1944 года Новикову было присвоено звание директора-подполковника пути и строительства. В аттестационном листе на присвоение звания сказано: «Инициативный, энергичный инженер-командир. Имеет хорошую теоретическую подготовку и практический опыт по железнодорожному путевому хозяйству. Настойчив и требователен, хороший администратор. Сумел организовать боевой коллектив спецформирования, успешно выполняющий задания командования по восстановлению ж. д. с начала Отечественной войны».
Не дожил Н. Н. Новиков до окончания войны. При исполнении служебных обязанностей он погиб на станции Вильно 3 августа 1944 года во время налёта вражеской авиации.
Награждён орденом Ленина, двумя орденами Красной Звезды и медалью «За трудовую доблесть».